# ГЕС Ассомата
ГЕС Ассомата — гідроелектростанція на півночі Греції (периферія Центральна Македонія). Входить до складу каскаду ГЕС на річці Аліакмон, у якому становить найнижчий ступінь, знаходячись після ГЕС Сфікія. Є найменш потужною станцією в каскаді.
У межах проєкту Аліакмон перекрили земляною греблею заввишки 52 та завдовжки 205 метрів, на спорудження якої використали 1,5 млн м3 матеріалу. Вона утворила водосховище із площею поверхні до 3 км2 та об'ємом 14 млн м3 (корисний об'єм 3 млн м3). Виробництво електроенергії можливе при коливанні рівня водосховища між позначками 80,5 та 85,5 метрів над рівнем моря.
Машинний зал обладнаний двома турбінами типу Френсіс потужністю по 54 МВт, що при напорі у 42 метри дає змогу виробляти 129 млн кВт·год на рік.
Водосховище Ассомата виконує роль нижнього резервуара при роботі станції Сфікія у режимі гідроакумуляції.